# Cúpula triangular giroelongada
En geometría, la cúpula triangular giroelongada es uno de los sólidos de Johnson (J22). Como sugiere su nombre, puede construirse giroelongando una cúpula triangular (J3) mediante la fijación de un antiprisma hexagonal a su base. También puede verse como una bicúpula triangular giroelongada (J44) a la que se ha quitado una cúpula triangular.
Los 92 sólidos de Johnson fueron nombrados y descritos por Norman Johnson en 1966.